# Kudikan
Kudikan is een bestuurslaag in het regentschap Lamongan van de provincie Oost-Java, Indonesië. Kudikan telt 1774 inwoners (volkstelling 2010).